# هیولاها علیه بیگانگان (بازی ویدئویی)
هیولاها علیه بیگانگان (به انگلیسی: Monsters vs. Aliens) یک بازی ویدئویی محصول سال ۲۰۰۹ بر اساس فیلمی به همین نام است. این بازی در ۲۴ مارس ۲۰۰۹ برای پلی‌استیشن ۲، نینتندو دی‌اس، اکس‌باکس ۳۶۰، پلی‌استیشن ۳، وی و مایکروسافت ویندوز منتشر شد.

## گیم پلی
بازیکنان کنترل باب، حلقهٔ گمشده، دکتر سوسکه و جاینورمیکا را در دست می‌گیرند. البته در نسخه نینتندو دی اس می‌توان کنترل اینسِکتِسورس که در ایران با نام حبهٔ انگور شناخته می‌شود را هم به دست گرفت. هر سطح به مراحل مختلفی تقسیم می‌شود که در آن بازیکن کنترل توانایی‌های منحصر به فرد هر هیولا را برای مبارزه با دشمنان به دست می‌گیرد. حلقه گمشده می‌تواند به طرف کارفرمایان بزرگ رباتیک بچسبد، برج‌های موشکی را تحت کنترل خود درآورد و با مهارت‌های آکروباتیک از حریفان خود سریع تر رود. باب باید پازل‌ها و معماهایی که در بازی است را حل کند، ابزار دشمن را تبدیل به سلاحی برای خودش کند، از روی دریچه‌ها عبور کرده و از دشمنان به عنوان مهمات استفاده کند. جاینورمیکا می‌تواند از اتومبیل‌ها، جیپ‌ها و انواع ماشین‌ها به عنوان اسکیت استفاده کند تا با دشمنان مبارزه کند یا حتی آن‌ها را پرت کند. دکتر سوسکه همچنین دارای «آزمایشگاه دی‌ان‌اِی» است، جایی که از دی‌ان‌ای هیولایی جمع‌آوری شده در طول بازی برای خرید به‌روز رسانی‌ها، محتوای اضافی (مثل مدل‌های سه بعدی، هنر مفهومی و غیره) و مراحل اضافی استفاده می‌کند. موسیقی توسط جیم دولی ساخته شد و برنج زنده در مرحله امتیازدهی وارنر برادرز ایستوود ضبط شد.

## بازخورد
این بازی نظرات متفاوتی را از منتقدان دریافت کرد. نسخه پلی استیشن ۲ بازی، نمرهٔ ۶۴ از ۱۰۰ و نسخهٔ اکس‌باکس ۳۶۰ بازی، نمره ۶۳ از ۱۰۰ را در متاکریتیک دریافت کرد. همچنین تمام سیستم عامل‌ها در آی‌جی‌ان نمره ۵ از ۱۰ را دریافت کردند؛ به استثنای نسخهٔ نینتندو دی‌اس، که نمره ۳ از ۱۰ را دریافت کرد.